# Barleria marginata
Barleria marginata är en akantusväxtart som beskrevs av Oliver. Barleria marginata ingår i släktet Barleria och familjen akantusväxter. Inga underarter finns listade i Catalogue of Life.